# Companhia Darién

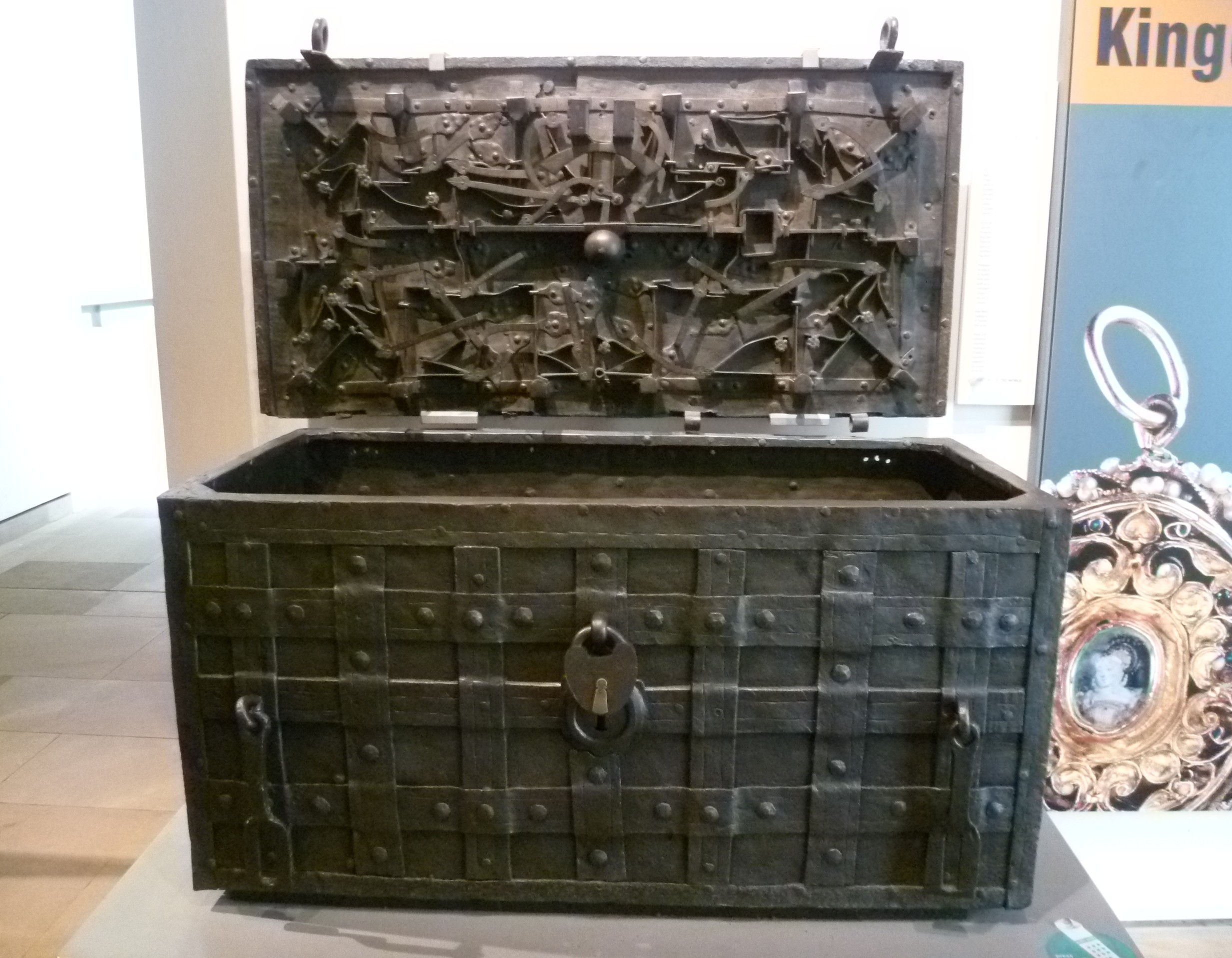
Este baú foi usado para guardar dinheiro e documentos da Companhia da Escócia, fundada em 1695.

A Companhia Darién (ou companhia da Escócia) um plano da Escócia no final do século XVII com objetivo de lançar a economia escocesa no colonialismo, por iniciativa do Parlamento escocês para tentar fomentar a economia, foi criada uma companhia por ações segundo o modelo das companhias inglesas e holandesas, que tinha por plano o estabelecimento de uma colónia escocesa no Istmo do Panamá. Esta aventura foi planeada por William Paterson, que ganhou por isso a fama de ser um sonhador sem interesse pelo detalhe. 
O principal defeito do plano era ser uma iniciativa totalmente autónoma dos ingleses, que detinham uma posição de liderança no comércio internacional. Saldou-se na perda de 2.000 vidas e 200.000 libras. Uma outra consequência foi a iniciativa dos ingleses que resultou no Acto da União de 1707: os ingleses concederam aos escoceses a participação no comércio internacional inglês, em troca da abolição do parlamento escocês e integração dos deputados escoceses (um número relativamente pequeno) no parlamento unitário britânico (Westminster).